# Liste der Verteidigungsminister von Frankreich
Der Staatsminister für Krieg war einer der vier spezialisierten Staatsminister, die in Frankreich 1589 eingeführt wurden. Er war für die Armee zuständig. 1791 wurde der Staatsminister zum Kriegsminister. Zusammen mit anderen Ministerposten fiel dieses Amt 1794 weg, wurde aber ein Jahr später wiederhergestellt.
Nach dem Zweiten Weltkrieg verschmolz das Kriegsministerium mit dem Ministerium für Marine zum Nationalen Verteidigungsministerium, das für das gesamte Militär zuständig ist. Seit 1974 firmiert es als Verteidigungsministerium.

## Staatskriegsminister (1643 bis 1791)
| Minister                                                             | Beginn             | Ende               |
| -------------------------------------------------------------------- | ------------------ | ------------------ |
| Michel Le Tellier                                                    | 1643               | 1666               |
| François Michel Le Tellier de Louvois                                | 1666               | 16. Juli 1691      |
| Louis François Le Tellier, marquis de Barbezieux                     | 16. Juli 1691      | 5. Januar 1701     |
| Michel Chamillart                                                    | 5. Januar 1701     | 9. Juni 1709       |
| Daniel-Voysin de la Noiraye                                          | 9. Juni 1709       | 14. September 1715 |
| Louis Hector, duc de Villars                                         | 1. Oktober 1715    | 24. September 1718 |
| Claude le Blanc                                                      | 24. September 1718 | 1. Juli 1723       |
| François Victor Le Tonnelier de Breteuil                             | 1. Juli 1723       | 19. Juni 1726      |
| Claude le Blanc                                                      | 19. Juni 1726      | 1728               |
| Nicolas-Prosper Bauyn d’Angervilliers                                | Juli 1728          | Februar 1740       |
| François Victor Le Tonnelier de Breteuil                             | Februar 1740       | 7. Januar 1743     |
| Marc-Pierre d’Argenson                                               | 7. Januar 1743     | 1. Februar 1757    |
| Antoine René de Voyer de Paulmy d’Argenson                           | 1. Februar 1757    | 3. März 1758       |
| Louis-Charles-Auguste Fouquet de Belle-Isle                          | 3. März 1758       | 27. Januar 1761    |
| Étienne-François de Choiseul                                         | 27. Januar 1761    | 24. Dezember 1770  |
| Louis François de Monteynard                                         | 26. Januar 1771    | 27. Januar 1774    |
| Emmanuel-Armand de Vignerot du Plessis de Richelieu, duc d’Aiguillon | 27. Januar 1774    | 2. Juni 1774       |
| Louis Nicolas Victor de Félix d’Ollières                             | 5. Juni 1774       | 10. Oktober 1775   |
| Claude-Louis, comte de Saint-Germain                                 | 27. Oktober 1775   | 27. September 1777 |
| Alexandre-Marie-Léonor de Saint-Mauris de Montbarrey                 | 27. September 1777 | 19. Dezember 1780  |
| Philippe Henri, marquis de Ségur                                     | 23. Dezember 1780  | 29. August 1787    |
| Louis Auguste Le Tonnelier de Breteuil                               | 29. August 1787    | 23. September 1787 |
| Louis-Marie-Athanase de Loménie                                      | 23. September 1787 | 30. November 1788  |
| Louis-Pierre de Chastenet                                            | 30. November 1788  | 13. Juli 1789      |
| Victor-François de Broglie                                           | 13. Juli 1789      | 16. Juli 1789      |
| Jean-Frédéric de la Tour du Pin-Gouvernet                            | 4. August 1789     | 16. November 1790  |
| Louis le Bègue du Presle Duportail                                   | 16. November 1790  | 7. Dezember 1791   |

## Kriegsminister (1791 bis 1940)
| Minister                                                         | Beginn             | Ende               |
| ---------------------------------------------------------------- | ------------------ | ------------------ |
| Louis Marie de Narbonne-Lara                                     | 7. Dezember 1791   | 9. März 1792       |
| Pierre Marie de Grave                                            | 9. März 1792       | 9. Mai 1792        |
| Joseph Servan                                                    | 9. Mai 1792        | 13. Juni 1792      |
| Charles-François Dumouriez                                       | 13. Juni 1792      | 18. Juni 1792      |
| Pierre August Lajard                                             | 18. Juni 1792      | 23. Juli 1792      |
| Charles-Xavier Franqueville d’Abancourt                          | 23. Juli 1792      | 10. August 1792    |
| Joseph Servan                                                    | 10. August 1792    | 3. Oktober 1792    |
| Pierre Henri Hélène Marie Lebrun-Tondu                           | 3. Oktober 1792    | 18. Oktober 1792   |
| Jean-Nicolas Pache                                               | 18. Oktober 1792   | 4. Februar 1793    |
| Pierre Riel de Beurnonville                                      | 4. Februar 1793    | 1. April 1793      |
| Pierre Henri Hélène Marie Lebrun-Tondu                           | 1. April 1793      | 4. April 1793      |
| Jean Baptiste Noël Bouchotte                                     | 4. April 1793      | 20. April 1794     |
| unbesetzt                                                        | 20. April 1794     | 3. November 1795   |
| Jean-Baptiste Annibal Aubert du Bayet                            | 3. November 1795   | 8. Februar 1796    |
| Claude Louis Petiet                                              | 8. Februar 1796    | 15. Juli 1797      |
| Lazare Hoche                                                     | 15. Juli 1797      | 22. Juli 1797      |
| Barthélemy Louis Joseph Scherer                                  | 22. Juli 1797      | 21. Februar 1799   |
| Louis Marie de Milet de Mureau                                   | 21. Februar 1799   | 2. Juli 1799       |
| Jean-Baptiste Bernadotte                                         | 2. Juli 1799       | 14. September 1799 |
| Edmond Louis Alexis Dubois-Crancé                                | 14. September 1799 | 10. November 1799  |
| Louis-Alexandre Berthier                                         | 11. November 1799  | 2. April 1800      |
| Lazare Carnot                                                    | 2. April 1800      | 8. Oktober 1800    |
| Louis-Alexandre Berthier, prince de Neuchâtel                    | 8. Oktober 1800    | 19. August 1807    |
| Henri Clarke d’Hunebourg, duc de Feltre                          | 19. August 1807    | 1. April 1814      |
| Pierre Dupont de l’Étang                                         | 3. April 1814      | 3. Dezember 1814   |
| Nicolas Jean-de-Dieu Soult                                       | 3. Dezember 1814   | 11. März 1815      |
| Henri Clarke d’Hunebourg, duc de Feltre                          | 11. März 1815      | 20. März 1815      |
| Louis Nicolas Davout, duc d’Auerstadt                            | 20. März 1815      | 7. Juli 1815       |
| Laurent, comte de Gouvion de Saint-Cyr                           | 7. Juli 1815       | 26. September 1815 |
| Henri Clarke d’Hunebourg, duc de Feltre                          | 26. September 1815 | 12. September 1817 |
| Laurent, marquis de Gouvion de Saint-Cyr                         | 12. September 1817 | 19. November 1819  |
| Marie Victor Nicolas de Fay, marquis de La Tour-Maubourg         | 19. November 1819  | 14. Dezember 1821  |
| Claude-Victor Perrin, duc de Bellune                             | 14. Dezember 1821  | 23. März 1823      |
| Alexandre, vicomte Digeon                                        | 23. März 1823      | 15. April 1823     |
| Claude-Victor Perrin, duc de Bellune                             | 15. April 1823     | 19. Oktober 1823   |
| Ange Hyacinthe Maxence de Damas                                  | 19. Oktober 1823   | 4. August 1824     |
| Aimé, duc de Clermont-Tonnerre                                   | 4. August 1824     | 4. Januar 1828     |
| Louis Victor de Caux de Blacquetot                               | 4. Januar 1828     | 8. August 1829     |
| Louis-Auguste-Victor de Ghaisnes de Bourmont                     | 8. August 1829     | 31. Juli 1830      |
| Étienne Maurice, comte Gérard                                    | 31. Juli 1830      | 17. November 1830  |
| Nicolas Jean-de-Dieu Soult                                       | 17. November 1830  | 18. Juli 1834      |
| Étienne Maurice, comte Gérard                                    | 18. Juli 1834      | 10. November 1834  |
| Simon Bernard                                                    | 10. November 1834  | 18. November 1834  |
| Édouard Adolphe Casimir Joseph Mortier, duc de Trévise           | 18. November 1834  | 12. März 1835      |
| Henri Gauthier, comte de Rigny                                   | 12. März 1835      | 30. April 1835     |
| Nicolas Joseph, marquis Maison                                   | 30. April 1835     | 6. September 1836  |
| Simon Bernard                                                    | 6. September 1836  | 31. März 1839      |
| Amédée Louis Despans-Cubières                                    | 31. März 1839      | 12. Mai 1839       |
| Antoine Virgile Schneider                                        | 12. Mai 1839       | 1. März 1840       |
| Amédée Louis Despans-Cubières                                    | 1. März 1840       | 29. Oktober 1840   |
| Nicolas Jean-de-Dieu Soult                                       | 29. Oktober 1840   | 10. November 1845  |
| Alexandre Pierre Chevalier Moline de Saint-Yon                   | 10. November 1845  | 9. Mai 1847        |
| Camille Alphonse Trézel                                          | 9. Mai 1847        | 24. Februar 1848   |
| Marie-Alphonse Bedeau                                            | 24. Februar 1848   | 25. Februar 1848   |
| Jacques Gervais, baron Subervie                                  | 25. Februar 1848   | 20. März 1848      |
| Louis-Eugène Cavaignac                                           | 20. März 1848      | 5. April 1848      |
| François Arago                                                   | 5. April 1848      | 11. Mai 1848       |
| Jean-Baptiste-Adolphe Charras                                    | 11. Mai 1848       | 17. Mai 1848       |
| Louis-Eugène Cavaignac                                           | 17. Mai 1848       | 28. Juni 1848      |
| Louis Juchault de Lamoricière                                    | 28. Juni 1848      | 20. Dezember 1848  |
| Joseph Marcelin Rulhières                                        | 20. Dezember 1848  | 31. Oktober 1849   |
| Alphonse Henri d’Hautpoul                                        | 31. Oktober 1849   | 22. Oktober 1850   |
| Jean-Paul Adam Schramm                                           | 22. Oktober 1850   | 9. Januar 1851     |
| Auguste Étienne, comte Régnault de Saint-Jean d’Angély           | 9. Januar 1851     | 24. Januar 1851    |
| Jacques-Louis-César-Alexandre, comte de Randon                   | 24. Januar 1851    | 26. Oktober 1851   |
| Achille de Saint-Arnaud                                          | 26. Oktober 1851   | 11. März 1854      |
| Jean-Baptiste Philibert Vaillant                                 | 11. März 1854      | 5. Mai 1859        |
| Jacques-Louis-César-Alexandre, comte de Randon                   | 5. Mai 1859        | 20. Januar 1867    |
| Adolphe Niel                                                     | 20. Januar 1867    | 13. August 1869    |
| Charles Rigault de Genouilly                                     | 13. August 1869    | 21. August 1869    |
| Edmond Lebœuf                                                    | 21. August 1869    | 20. Juli 1870      |
| Pierre Charles Dejean                                            | 20. Juli 1870      | 10. August 1870    |
| Charles Cousin-Montauban                                         | 10. August 1870    | 4. September 1870  |
| Adolphe Le Flô                                                   | 4. September 1870  | 5. Juni 1871       |
| Ernest Courtot de Cissey                                         | 5. Juni 1871       | 25. Mai 1873       |
| François Charles du Barail                                       | 29. Mai 1873       | 22. Mai 1874       |
| Ernest Courtot de Cissey                                         | 22. Mai 1874       | 15. August 1876    |
| Jean Auguste Berthaud                                            | 15. August 1876    | 23. November 1877  |
| Gaëtan de Rochebouët                                             | 23. November 1877  | 13. Dezember 1877  |
| Jean-Louis Borel                                                 | 13. Dezember 1877  | 16. Mai 1878       |
| Henri François Xavier Gresley                                    | 16. Mai 1878       | 28. Dezember 1879  |
| Jean Joseph Farre                                                | 28. Dezember 1879  | 14. November 1881  |
| Jean-Baptiste Campenon                                           | 14. November 1881  | 26. Januar 1882    |
| Jean-Baptiste Billot                                             | 30. Januar 1882    | 29. Januar 1883    |
| Jean Thibaudin                                                   | 31. Januar 1883    | 9. Oktober 1883    |
| Jean-Baptiste Campenon                                           | 9. Oktober 1883    | 3. Januar 1885     |
| Jules Louis Lewal                                                | 3. Januar 1885     | 6. April 1885      |
| Jean-Baptiste Campenon                                           | 6. April 1885      | 7. Januar 1886     |
| Georges Boulanger                                                | 7. Januar 1886     | 30. Mai 1887       |
| Théophile Ferron                                                 | 30. Mai 1887       | 12. Dezember 1887  |
| François Auguste Logerot                                         | 12. Dezember 1887  | 3. April 1888      |
| Charles de Saulces de Freycinet                                  | 3. April 1888      | 11. Januar 1893    |
| Julien Léon Loizillon                                            | 11. Januar 1893    | 3. Dezember 1893   |
| Auguste Mercier                                                  | 3. Dezember 1893   | 24. Januar 1895    |
| Émile Auguste Zurlinden                                          | 28. Januar 1895    | 1. November 1895   |
| Godefroy Cavaignac                                               | 1. November 1895   | 29. April 1896     |
| Jean-Baptiste Billot                                             | 29. April 1896     | 28. Juni 1898      |
| Godefroy Cavaignac                                               | 28. Juni 1898      | 5. September 1898  |
| Émile Auguste Zurlinden                                          | 5. September 1898  | 17. September 1898 |
| Charles Chanoine                                                 | 17. September 1898 | 25. Oktober 1898   |
| Édouard Locroy                                                   | 25. Oktober 1898   | 1. November 1898   |
| Charles de Saulces de Freycinet                                  | 1. November 1898   | 6. Mai 1899        |
| Camille Krantz                                                   | 6. Mai 1899        | 22. Juni 1899      |
| Gaston de Galliffet                                              | 22. Juni 1899      | 20. Mai 1900       |
| Louis André                                                      | 20. Mai 1900       | 14. November 1904  |
| Maurice Berteaux                                                 | 14. November 1904  | 12. November 1905  |
| Eugène Étienne                                                   | 12. November 1905  | 25. Oktober 1906   |
| Georges Picquart                                                 | 25. Oktober 1906   | 20. Juli 1909      |
| Jean Brun                                                        | 24. Juli 1909      | 20. Februar 1911   |
| Aristide Briand                                                  | 23. Februar 1911   | 2. März 1911       |
| Maurice Berteaux                                                 | 2. März 1911       | 21. Mai 1911       |
| François Louis Auguste Goiran                                    | 27. Mai 1911       | 27. Juni 1911      |
| Adolphe Messimy                                                  | 27. Juni 1911      | 14. Januar 1912    |
| Alexandre Millerand                                              | 14. Januar 1912    | 12. Januar 1913    |
| Albert Lebrun                                                    | 12. Januar 1913    | 21. Januar 1913    |
| Eugène Étienne                                                   | 21. Januar 1913    | 9. Dezember 1913   |
| Joseph Noulens                                                   | 9. Dezember 1913   | 9. Juni 1914       |
| Théophile Delcassé                                               | 9. Juni 1914       | 13. Juni 1914      |
| Adolphe Messimy                                                  | 13. Juni 1914      | 26. August 1914    |
| Alexandre Millerand                                              | 26. August 1914    | 29. Oktober 1915   |
| Joseph Simon Gallieni                                            | 29. Oktober 1915   | 16. März 1916      |
| Pierre Auguste Roques                                            | 16. März 1916      | 12. Dezember 1916  |
| Louis Hubert Gonzalve Lyautey                                    | 12. Dezember 1916  | 14. März 1917      |
| Lucien Lacaze                                                    | 14. März 1917      | 20. März 1917      |
| Paul Painlevé                                                    | 20. März 1917      | 16. November 1917  |
| Georges Clemenceau                                               | 16. November 1917  | 20. Januar 1920    |
| André Lefèvre                                                    | 20. Januar 1920    | 16. Dezember 1920  |
| Flaminius Raiberti                                               | 16. Dezember 1920  | 16. Januar 1921    |
| Louis Barthou                                                    | 16. Januar 1921    | 15. Januar 1922    |
| André Maginot                                                    | 15. Januar 1922    | 14. Juni 1924      |
| Charles Nollet                                                   | 14. Juni 1924      | 17. April 1925     |
| Paul Painlevé                                                    | 17. April 1925     | 29. Oktober 1925   |
| Édouard Daladier                                                 | 29. Oktober 1925   | 28. November 1925  |
| Paul Painlevé                                                    | 28. November 1925  | 23. Juni 1926      |
| Adolphe Guillaumat                                               | 23. Juni 1926      | 19. Juli 1926      |
| Paul Painlevé                                                    | 19. Juli 1926      | 3. November 1929   |
| André Maginot                                                    | 3. November 1929   | 21. Februar 1930   |
| René Besnard                                                     | 21. Februar 1930   | 2. März 1930       |
| André Maginot                                                    | 2. März 1930       | 13. Dezember 1930  |
| Louis Barthou                                                    | 13. Dezember 1930  | 27. Januar 1931    |
| André Maginot                                                    | 27. Januar 1931    | 6. Januar 1932     |
| André Tardieu                                                    | 14. Januar 1932    | 20. Februar 1932   |
| François Piétri                                                  | 20. Februar 1932   | 3. Juni 1932       |
| Joseph Paul-Boncour                                              | 3. Juni 1932       | 18. Dezember 1932  |
| Édouard Daladier                                                 | 18. Dezember 1932  | 30. Januar 1934    |
| Jean Fabry                                                       | 30. Januar 1934    | 4. Februar 1934    |
| Joseph Paul-Boncour                                              | 4. Februar 1934    | 9. Februar 1934    |
| Philippe Pétain                                                  | 9. Februar 1934    | 8. November 1934   |
| Louis Maurin                                                     | 8. November 1934   | 7. Juni 1935       |
| Jean Fabry                                                       | 7. Juni 1935       | 24. Januar 1936    |
| Louis Maurin                                                     | 24. Januar 1936    | 4. Juni 1936       |
| Édouard Daladier                                                 | 4. Juni 1936       | 18. Mai 1940       |
| Paul Reynaud                                                     | 18. Mai 1940       | 16. Juni 1940      |
| Maxime Weygand (Nationale Verteidigung) und Louis Colson (Krieg) | 16. Juni 1940      | 6. September 1940  |
| Charles Huntziger                                                | 6. September 1940  | 11. August 1941    |
| François Darlan                                                  | 11. August 1941    | 18. April 1942     |
| Eugène Bridoux                                                   | 18. April 1942     | 20. August 1944    |

## Freie Kommissare (Vichy-Regierung, 1941 bis 1944)
| Kommissar          | Beginn             | Ende               |
| ------------------ | ------------------ | ------------------ |
| Paul Legentilhomme | 24. September 1941 | 9. November 1943   |
| André Le Troquer   | 9. November 1943   | 4. April 1944      |
| André Diethelm     | 4. April 1944      | 10. September 1944 |

## Minister für Nationale Verteidigung (1944 bis 1974)
| Minister                                                                                | Beginn             | Ende               |
| --------------------------------------------------------------------------------------- | ------------------ | ------------------ |
| André Diethelm                                                                          | 10. September 1944 | 21. November 1945  |
| Edmond Michelet                                                                         | 21. November 1945  | 24. Juni 1946      |
| Félix Gouin                                                                             | 24. Juni 1946      | 16. Dezember 1946  |
| André Le Troquer                                                                        | 16. Dezember 1946  | 22. Januar 1947    |
| François Billoux                                                                        | 22. Januar 1947    | 4. Mai 1947        |
| Yvon Delbos                                                                             | 4. Mai 1947        | 22. Oktober 1947   |
| Pierre-Henri Teitgen                                                                    | 22. Oktober 1947   | 26. Juli 1948      |
| René Maier                                                                              | 26. Juli 1948      | 11. September 1948 |
| Paul Ramadier                                                                           | 11. September 1948 | 28. Oktober 1949   |
| René Pleven                                                                             | 29. Oktober 1949   | 12. Juli 1950      |
| Jules Moch                                                                              | 12. Juli 1950      | 11. August 1951    |
| Georges Bidault                                                                         | 11. August 1951    | 8. März 1952       |
| René Pleven                                                                             | 8. März 1952       | 19. Juni 1954      |
| Marie-Pierre Kœnig                                                                      | 19. Juni 1954      | 14. August 1954    |
| Emmanuel Temple                                                                         | 14. August 1954    | 20. Januar 1955    |
| Jacques Chevallier (Nationale Verteidigung) und Maurice Bourgès-Maunoury (Streitkräfte) | 20. Januar 1955    | 23. Februar 1955   |
| Marie-Pierre Kœnig                                                                      | 23. Februar 1955   | 6. Oktober 1955    |
| Pierre Billotte                                                                         | 6. Oktober 1955    | 1. Februar 1956    |
| Maurice Bourgès-Maunoury                                                                | 1. Februar 1956    | 13. Juni 1957      |
| André Morice                                                                            | 13. Juni 1957      | 6. November 1957   |
| Jacques Chaban-Delmas                                                                   | 6. November 1957   | 14. Mai 1958       |
| Pierre de Chevigné                                                                      | 14. Mai 1958       | 1. Juni 1958       |
| Charles de Gaulle (Nationale Verteidigung) und Pierre Guillaumat (Armeen)               | 1. Juni 1958       | 8. Januar 1959     |
| Pierre Guillaumat                                                                       | 1. Juni 1958       | 5. Februar 1960    |
| Pierre Messmer                                                                          | 5. Februar 1960    | 22. Juni 1969      |
| Michel Debré                                                                            | 22. Juni 1969      | 4. April 1973      |
| Robert Galley                                                                           | 4. April 1973      | 28. Mai 1974       |

## Verteidigungsminister (1974 bis heute)
| Minister                | Beginn             | Ende               |
| ----------------------- | ------------------ | ------------------ |
| Jacques Soufflet        | 28. Mai 1974       | 1. Februar 1975    |
| Yvon Bourges            | 1. Februar 1975    | 2. Oktober 1980    |
| Joël Le Theule          | 2. Oktober 1980    | 14. Dezember 1980  |
| Robert Galley           | 22. Dezember 1980  | 22. Mai 1981       |
| Charles Hernu           | 22. Mai 1981       | 20. September 1985 |
| Paul Quilès             | 20. September 1985 | 20. März 1986      |
| André Giraud            | 20. März 1986      | 12. Mai 1988       |
| Jean-Pierre Chevènement | 12. Mai 1988       | 29. Januar 1991    |
| Pierre Joxe             | 29. Januar 1991    | 29. März 1993      |
| François Léotard        | 29. März 1993      | 18. Mai 1995       |
| Charles Millon          | 18. Mai 1995       | 4. Juni 1997       |
| Alain Richard           | 4. Juni 1997       | 7. Mai 2002        |
| Michèle Alliot-Marie    | 7. Mai 2002        | 15. Mai 2007       |
| Hervé Morin             | 18. Mai 2007       | 13. November 2010  |
| Alain Juppé             | 14. November 2010  | 26. Februar 2011   |
| Gérard Longuet          | 27. Februar 2011   | 15. Mai 2012       |
| Jean-Yves Le Drian      | 16. Mai 2012       | 15. Mai 2017       |
| Sylvie Goulard          | 17. Mai 2017       | 20. Juni 2017      |
| Florence Parly          | 21. Juni 2017      | 20. Mai 2022       |
| Sébastien Lecornu       | 20. Mai 2022       | gegenwärtig        |